# Clifden
Clifden (Irlandês: An Clochán significado: pedras íngrimes) é uma cidade costeira no Condado de Galway, oeste da Irlanda. Por ser a maior cidade da região de Connemara, é também chamada de "Capital de Connemara".